# 克利爾普安特 (阿肯色州)
克利爾普安特（英語：Clear Point）是位於美國阿肯色州本頓縣的一個非建制地區。

## 地理
克利爾普安特所處的海拔為高於海平面384米（即1260英呎），而該地所採用的時區為UTC-6，即北美中部時區（CST）。同時該地設有夏令時間，為UTC-6調快一小時，即UTC-5（CDT）。